# 第9軍團 (德意志國防軍)
第9軍團（德語：9. Armee/Armeeoberkommando 9，縮寫「AOK 9」）是第二次世界大战期间德國國防軍的一支軍團，戰爭全期皆於東線作戰。

## 歷史
第9軍團於1940年5月15日以「東部軍司令部」改編建立。1941年6月22日作為中央集團軍麾下主力野戰軍團參與巴巴羅薩行動，包括比亞韋斯托克-明斯克戰役、斯摩棱斯克戰役與使該行動失敗的莫斯科會戰。在中央集團軍歷經蘇軍一系列的反攻後，第9軍團仍佔領距莫斯科西北部的勒熱夫，充作暫時防禦、一旦情況允許即重新對莫斯科展開進攻的橋頭堡。自1942年初至1943年春季，第9軍團抵禦了蘇軍為消弭此一威脅的存在接連對其發動的一系列進攻，通稱勒熱夫戰役，而後者承受高昂的人員傷亡，致使該戰場又被稱作「勒熱夫絞肉機」。
1943年初，蘇德兩軍於南方戰區的大規模運動戰，而中部的第9軍團實施水牛行動，退出勒熱夫突出部、拉直了戰線，從而抽出21個師來為夏季攻勢作準備。同年7月，第9軍團受命自北翼實施對庫斯克突出部夾擊的衛城作戰。此時的第9軍團已獲得大量增援與裝備，實力至7月初發起作戰前已達335,000名士兵和920輛戰車，是德軍在東線佈署的最強大軍團之一。然而在庫斯克戰役中，在瓦爾特·莫德爾指揮下該軍團未能取得成果，加之蘇軍隨後實施全面反攻——庫圖佐夫行動，迫使第9軍團放棄主要據點奧廖爾，退入後方的「豹防線」。1944年6月，蘇軍實施「巴格拉基昂行動」，重創中央集團軍群下轄4個軍團中的3個軍團（第4軍團、第9軍團、第3裝甲軍團)，其中第9軍團於博布魯伊斯克戰役遭到毀滅性打擊。軍官損失如下：
- 資深指揮官——施密特少將——被俘
- 第35軍军长——弗賴赫爾·馮·呂佐夫中將——被俘
- 第134步兵師师长——菲利普中將——自殺
- 第6步兵師师长——海恩少將——被俘
- 第45步兵師师长——恩格爾少將——被俘
- 第41裝甲軍军长——霍夫邁斯特中將——被俘
- 第36步兵師师长——康拉迪少將——被俘

其殘存單位被編為馮·沃爾曼兵團（Gruppe von Vormann），編入第2軍團下。
歷經整補後，第9軍團被重建，並參與了鎮壓「華沙起義」的行動，於1945年1月抵禦蘇軍「維斯瓦河-奧得河攻勢」，但仍被迫撤至奧得河以西。同年4月，第9軍團於施勞弗高地戰役中大部被蘇軍殲滅，軍團殘部則被投入柏林戰役與哈爾伯戰役，哈爾伯戰役後約有25,000士兵和幾千名平民成功突圍與瓦爾特·溫克率領的第12軍團會合，最後一起撤退回西方向易北河沿岸的美軍投降。

## 指挥人事
| 軍團司令 - 約翰內斯·布拉斯科維茨大將：1940年5月15日至1940年5月29日 - 阿道夫·史特勞斯大將：1940年5月30日至1942年1月15日 - 瓦爾特·莫德爾大將：1942年1月15日至1942年5月23日 - 阿爾布雷希特·舒伯特步兵上將：1942年5月23日至1942年6月10日（暫代） - 海因里希·馮·菲廷霍夫大將：1942年6月10日至1942年12月1日（暫代） - 瓦爾特·莫德爾大將：1942年12月1日至1943年3月18日 - 約瑟夫·哈爾佩裝甲兵上將：1943年3月18日至1943年3月30日（暫代） - 瓦爾特·莫德爾大將：1943年3月30日至1943年5月20日 - 約瑟夫·哈爾佩裝甲兵上將：1943年5月20日至1943年6月9日（暫代） - 瓦爾特·莫德爾元帥：1943年6月9日至1943年11月4日 - 約瑟夫·哈爾佩大將：1943年11月4日至1943年5月1日 - 瓦爾特·莫德爾元帥：1943年11月30日至1944年1月9日 - 約瑟夫·哈爾佩大將：1944年1月9日至1944年5月1日 - 汉斯·约旦步兵上將：1944年5月20日至1944年6月27日 - 尼可勞斯·馮·沃爾曼裝甲兵上將：1944年6月27日至1944年9月21日 - 斯米洛·馮·呂特維茨裝甲兵上將：1944年9月21日至1945年1月19日 - 特奧多爾·布斯步兵上將：1945年1月19日至投降 | 參謀長 - 卡爾-阿道夫·霍利特少將：1940年5月15日至1940年10月25日 - 庫爾特·溫克曼參謀上校：1940年10月25日至1941年10月16日（負傷） - 魯道夫·霍夫曼參謀上校：1941年10月27日至1942年1月14日 - 漢斯·克雷布斯少將：1942年1月14日至1943年1月30日 - 哈拉尔德·冯·埃尔维尔菲尔特參謀上校：1943年1月30日至1943年10月1日 - 赫尔穆特·施泰德克（Helmut Staedke）少將：1943年10月1日至1944年7月15日 - 海因茨·朗曼（Heinz Langman）參謀上校：1944年7月15日至1944年8月15日 - 赫尔穆特·施泰德克少將：1944年8月15日至1944年11月30日 - 約翰內斯·霍爾茨少將：1944年11月30日至1945年4月29日（陣亡） |  |

## 註腳
1. 1 2  Zetterling & Frankson（2000年），第18页
2. ↑  奇蒂諾（2020年），第148页